# 広川町立南広小学校
広川町立南広小学校（ひろがわちょうりつ みなみひろしょうがっこう）は、和歌山県有田郡広川町上中野1175に所在する公立小学校。
広川町立南広小学校は、1876年（明治9年）、創立が認可され殿小学校として開校する。
その後西広小学校・井関小学校と開校し、また唐尾・上中野が分離して開校され、後に本校を上中野に置き、西広・井関を分校とした。
校区は町内で一番広く東西に約6kmに及ぶ。
校区内には西に唐尾港・東にはみかん畑、また広川インターやJR広川ビーチ駅などもあり
交通の便が良い地域でもある。

## 沿革
- 1876年 - 創立が認可され、殿小学校が開校される。
- 1876年 - 西広小学校が開校される。
- 1877年 - 井関小学校が開校される。
- 1878年 - 西広小学校が西広、唐尾の両小学校に分離する。
- 1881年 - 上中野小学校が殿小学校から分離して開校される。
- 1885年 - 山本小学校が開校される。
- 1903年 - 上中野、西広、井関の3校が合併して南広尋常小学校となる。

本校を上中野に置き、西広、井関をそれぞれ分教場とする。 
- 1912年 - 高等科併設　校名を南広尋常高等小学校とする。
- 1941年 - 校名を南広国民学校と改称する。
- 1947年 - 義務教育が9カ年となり、校名を南広小学校と改める。
- 1955年 - 町村合併により、広川町立南広小学校となる。
- 1960年 - 鉄筋コンクリート造りの現校舎が完成する。
- 1963年 - 講堂が完成する。
- 1976年 - 創立100周年記念行事が行われる。
- 1993年 - 井関分校 新校舎が完成する。
- 1994年より - 本校校舎が大規模改修される。
- 1997年 - 西広分校 新校舎が完成する。
- 1999年 - 有田地方教育委員会連絡協議会指定総合的な学習研究発表会を行う。
- 2001年 - 才能開発実践教育賞を受賞する。
- 2003年 - 井関分校が県農業教育賞最優秀賞を受賞する。
- 2003年 - 「人権教育総合推進地域事業」（文部科学省指定）推進協力校の指定を受ける。
- 2005年 - 新運動場及びコンピュータ室・家庭科室が完成する。
- 2006年 - 体育館（屋内運動場）が完成する。

「総合的な学習のモデル事業」（文部科学省指定）推進協力校の指定を受ける。 
- 2007年 - 「道徳教育実践研究事業〜伝え合う力を養う調査研究事業〜」　（文部科学省指定、県小学校道徳教育研究会指定、有田地方教育委員会連絡協議会指定）研究校の指定を受ける。

## 通学区域
- 広川町 (和歌山県)
  - 井関、河瀬、唐尾、西広、池ノ上、山本、上中野、南金屋、殿、名島、東中、柳瀬

卒業生は基本的に広川町立耐久中学校へ進学。

## 周辺
- 西広海岸
- 広川マリントンネル
- 唐尾港
- 広川インターチェンジ (和歌山県)

## 著作注記
※index.html ソース下部に著作表示